# Машунг
Мушунг — маленька чорна квасоля. Її зазвичай варять та продають на візках із закусками в Афганістані, особливо в містах, де проживають газарейці. Подається в холодному вигляді з чатні на основі солі та оцту.